# Țîbulkî, Bratske
Țîbulkî (în ucraineană Цибульки) este un sat în comuna Hannivka din raionul Bratske, regiunea Mîkolaiiv, Ucraina.

## Demografie
Componența lingvistică a localității Țîbulkî
     Ucraineană (100%)
Conform recensământului din 2001, toată populația localității Țîbulkî era vorbitoare de ucraineană (100%).